# Stanisław Bosy
Stanisław Bosy (ur. 17 lipca 1948 w Myślinowie) – polski duchowny starokatolicki, biskup (wcześniej administrator) diecezji wrocławskiej Kościoła Polskokatolickiego w RP, sekretarz Rady Synodalnej i przewodniczący Komisji Misyjno-Duszpasterskiej Kościoła Polskokatolickiego w RP, wieloletni proboszcz parafii św. apostołów Piotra i Pawła w Szczecinie. 

## Życiorys
Święcenia kapłańskie przyjął z rąk bpa Juliana Pękali 30 września 1973 w Warszawie. W latach 1973–1975 był wikariuszem w parafii św. Apostołów Piotra i Pawła w Szczecinie, a od 1975 do 2023 proboszczem tej parafii. W latach 1980–2007 był dziekanem dekanatu szczecińsko-gorzowskiego. Od 1988 infułat honorowy, a od 1997 infułat rzeczywisty Kościoła Polskokatolickiego w RP. 
17 lipca 2004 objął obowiązki administratora diecezji wrocławskiej w zastępstwie za bpa Wiesława Skołuckiego. 
13 czerwca 2023 roku Synod Kościoła Polskokatolickiego w RP wybrał go na biskupa ordynariusza diecezji wrocławskiej.
Regularnie pisze do miesięcznika starokatolickiego „Rodzina”.